# Tricondyloides rugifrons
Tricondyloides rugifrons là một loài bọ cánh cứng trong họ Cerambycidae.